# San Marcello, Marche
San Marcello là một đô thị ở tỉnh Ancona trong vùng Marche, nằm cách 25 km về phía tây của Ancona. Tại thời điểm ngày 31 tháng 12 năm 2004, đô thị này có dân số 1.982 và diện tích là 25,5 km².
Đô thị San Marcello có các frazione (subdivision) Acquasanta.
San Marcello giáp các đô thị sau: Belvedere Ostrense, Jesi, Maiolati Spontini, Monsano, Monte San Vito, Morro d'Alba.